# Col du Chaussy
Der Col du Chaussy ist ein 1533 m hoher Pass in den französischen Alpen im Département Savoie, Region Auvergne-Rhône-Alpes. Die Straße über den Pass hat vor allem lokale Bedeutung, sie verbindet das Maurienne-Tal mit der südlichen Auffahrt zum Col de la Madeleine.

## Beschreibung

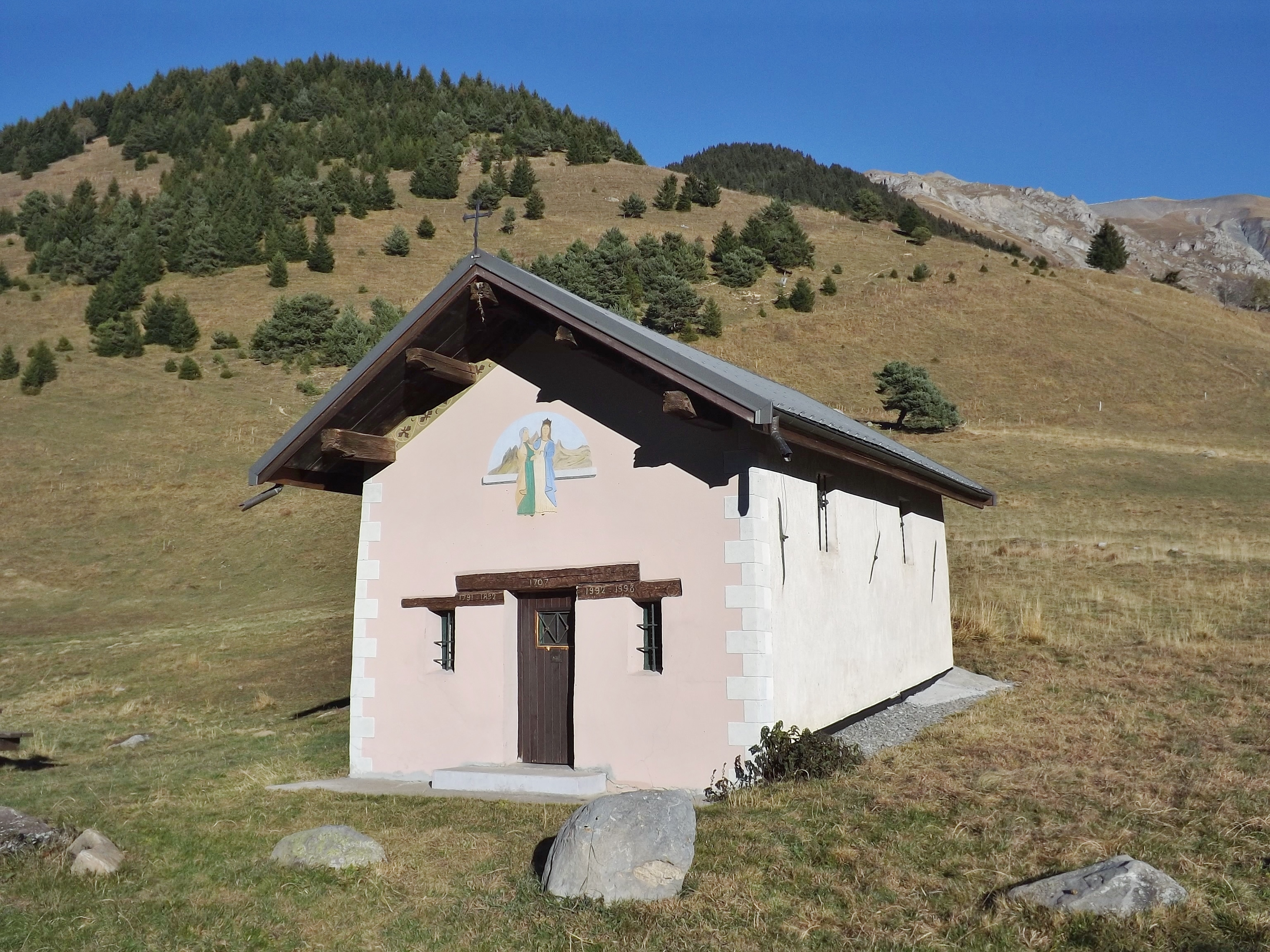
Kapelle Mariä Heimsuchung auf der Passhöhe

Die Passhöhe wird von den Bergen Pointe de l'Armélaz im Südwesten und Lognan Crêt im Nordosten eingerahmt. Die Straße über den Pass verbindet die Gemeinde Pontamafrey-Montpascal im Süden mit Bonvillard und Montaimont im Norden. Von Süden gibt es zwei Zufahrten, die D77 beginnt in Saint-Jean-de-Maurienne über Le Châtel nach Montvernier, die D77B beginnt in Pontamafrey und geht über eine spektakuläre Serpentinenstraße mit dem Namen Lacets de Montvernier hoch nach Montvernier. Diese Straße überwindet in 17 engen Kehren auf knapp 4 km Länge einen Höhenunterschied von nahezu 300 m. Von Montvernier führt die D77 über Montpascal zur Passhöhe, die auf einer Hochebene liegt. Es gibt dort ein Restaurant und eine Kapelle mit dem Namen Mariä Heimsuchung aus dem Jahr 1707. Auf der Nordseite führt eine erst zu Beginn der 1990er Jahre asphaltierte Straße mit der Bezeichnung D99 hinab nach Saint-Martin-sur-la-Chambre. Die Dörfer entlang der gesamten Strecke sind klein, sie haben alle nur wenige Hundert Einwohner. Der Höhenunterschied auf beiden Seiten der Passstraße ist gut 1000 m. Die Länge der Straße beträgt von Pontamafrey-Montpascal nach Bonvillard ca. 34 km.

## Sport und Freizeitaktivitäten
Der nordöstlich vom Pass gelegene Berg Le Grand Coin ist der Namensgeber für ein im Winter beliebtes Langlaufskigebiet im Gebiet der Passhöhe. Im Sommer nutzen Fahrrad- und Motorradfahrer gerne die Passstraße, sie ist in der Regel verkehrsarm und das Befahren des Serpentinenabschnitts ist besonders reizvoll. Der Pass war 2015 Teil der 19. Etappe der Tour de France, die von Saint-Jean-de-Maurienne nach La Toussuire führte. Der Spanier Joaquim Rodríguez gewann die Bergwertung der 1. Kategorie.